# Alpavia
Die Société Alpavia war ein französischer Flugzeugbaubetrieb, der zwischen 1959 und 1966 auf dem Flugplatz Gap-Tallard Sportflugzeuge in Lizenz fertigte.

## Geschichte
Das französische Flugzeugbau-Unternehmen Société Alpavia wurde bereits 1957 vom Belgier Comte Antoine d’Assche, der in der Ölbranche sein Geld verdient hatte, mit der fachlichen Unterstützung von Felicien Noin gegründet. D’Assche siedelte das Unternehmen in den französischen Alpen auf dem Flugplatz von Gap Tallard auf halbem Weg zwischen Nizza und Grenoble an. Zunächst verkaufte d’Assche über Alpavia Sport- und Segelflugzeuge verschiedener Hersteller. Noch 1957 entstand in Gap Tallard ein Hangar zur Flugzeuginstandsetzung mit einer Schreinerei, einer mechanischen Werkstatt und einer Lackiererei.

### Jodel D.117A (1959–1962)
Als die Société Aéronautique Normande (SAN) von Lucien Querey 1958 beschloss, ihre Produktionslinie für die in Lizenz gebaute Jodel D.117 nach 223 gebauten Exemplaren einzustellen, erwarb d’Assche die Lizenzbaurechte von SAN für Alpavia. Felicien Noin überarbeitete den Entwurf der Jodel D.117. Er stattete sie mit Luftbremsen, einer neuen Fahrwerksverkleidung, einem neuen Cockpit und einer überarbeiteten Motorhaube aus. Der bei Alpavia überarbeitete Entwurf der Jodel D.117 wurde mit der Bezeichnung D.117A versehen.
In kurzer Zeit gelang es d’Assche, bis zu 10 Jodel D.117A zu verkaufen. Die Lizenzfertigung der Jodel D.117A begann in Gap Tallard 1959 mit der Werknummer 1000. Der weitere Verkauf der veralteten D.117A verlief Anfang der 1960er Jahre aber nur noch schleppend. Die D.117A Produktion bei Alpavia wurde daher 1962 nach nur 13 gebauten Exemplaren eingestellt.

### Fournier RF-2 und RF 3 (1962–1965)
Auf der Suche nach einem Nachfolgemuster für den Alpavia-Produktionsbetrieb lernte d’Assche 1962 René Fournier kennen, dessen erster Motorsegler-Entwurf RF-1 seit 1960 in der französischen Öffentlichkeit viel Anerkennung gefunden hatte. Fournier arbeitete zu dieser Zeit mit dem Centre Est Aéronautique von Pierre Robin in Dijon zusammen und ließ dort die von der französischen Luftfahrtbehörde in Auftrag gegebenen Vorserienmaschinen der weiterentwickelten Fournier RF-2 bauen. Da Robin Anfang der sechziger Jahre mit der Herstellung seiner Jodel Ambassadeur komplett ausgelastet war, kam es beim Bau der beiden Fournier-Flugzeuge wiederholt zu Verzögerungen. D’Assche bot Fournier daher an, die beiden bereits im Bau befindlichen Flugzeuge bei Alpavia in Gap Tallard fertigzustellen. Bereits im Mai 1962 konnte Fournier die beiden Maschinen zur Flugerprobung von Alpavia übernehmen.
Fournier überließ daraufhin Alpavia die Lizenzbaurechte für die serienreife RF-2-Weiterentwicklung Fournier RF 3. Der erste bei Alpavia gebaute RF 3-Prototyp flog im März 1963 in Gap Tallard. Die Musterzulassung für die RF 3 wurde am 7. Juni 1963 von der französischen Behörde erteilt. Die Auslieferung der ersten Kundenflugzeuge erfolgte ab November 1963. Insgesamt  wurden zwischen 1963 und 1966 88 Fournier RF 3 in Gap Tallard gefertigt.

### Sportavia-Pützer (1964–1966)
Bereits seit 1964 bestand zwischen Alpavia und der Alfons Pützer KG in Bonn ein Vermarktungsabkommen für RF 3-Flugzeuge im deutschsprachigen Markt. Mit einer 1964 bei Alpavia gebauten RF 3 (D-KIKI, WNr. 32) erwarb Pützer die Musterzulassung in Deutschland. Da die Produktionskapazitäten in Gap Tallard für die Nachfrage nicht ausreichend waren und ein weiteres Wachstum auf dem kleinen Alpenflugplatz nicht möglich war, gründete d’Assche 1964 mit Alfons Pützer in Deutschland die Sportavia-Pützer GmbH & Co KG, in die Pützer seine Pützer Flugzeugbau KG in Bonn einbrachte, während Antoine d’Assche die RF 3-Produktion aus Gap Tallard auf die Dahlemer Binz verlegen sollte. Die RF 3-Produktion in Gap Tallard wurde Anfang 1966 nach 88 fertiggestellten Maschinen eingestellt.
Bereits 1965 hatte René Fournier in Gap Tallard mit der Weiterentwicklung der RF 3 begonnen. In Gap Tallard entstanden Anfang 1966 noch drei Prototypen unter der Bezeichnung Fournier RF 4. Im Mai 1966 wurde das Alpavia-Werk in Gap Tallard nach insgesamt 106 gebauten Flugzeugen geschlossen und die Produktionseinrichtungen an Sportavia abgegeben. Der ehemalige Alpavia-Hangar in Gap Tallard wurde an die Centre national d’études spatiales (franz. Raumfahrt-Agentur) verkauft, die in Gap Tallard später Versuche mit Höhenballons durchführte. René Fournier verlagerte seine Entwicklertätigkeit 1966 von Gap Tallard in die Nähe seines Geburtsortes bei Tours nach Nitray.

### Alpavia Vertriebsorganisation (1966–1971)
Nach der Schließung des Produktionsbetriebs in Gap Tallard unterhielt Antoine d’Assche ein Alpavia-Vertriebsbüro in Paris, das für Sportavia-Pützer die Vermarktung von Fournier-Flugzeugen im frankophonen Sprachraum übernahm. Auf dem Flugplatz Guyancourt südwestlich von Paris richtete der Alpavia-Werkspilot Bernard Chaucreau eine Alpavia Auslieferungs- und Service-Station ein. Durch mehrere Wechselkurs-Änderungen von DM zu französischem Francs waren die Sportavia-Flugzeuge ab 1968 in Frankreich praktisch nicht verkäuflich. D’Assche verkaufte noch 1968 seine Sportavia-Anteile an die Rhein-Flugzeugbau GmbH in Mönchengladbach. Alpavia blieb aber weiterhin als Vertriebsorganisation für Sportavia in Frankreich aktiv. Allerdings konnte Alpavia auch vom Folgemuster Fournier RF 5 in Frankreich nur wenige Stück absetzen. Die fehlenden Verkaufserfolge führten am 15. Februar 1971 zur Insolvenz von Alpavia S.A. in Paris. Antoine d’Assche zog sich daraufhin vollständig aus der Luftfahrt zurück. Der Servicebetrieb in Guyancourt wurde von Continental Air Service übernommen.

## Flugzeugtypen
- Jodel D.117A – Lizenzbau von SAN, 1959–1962, 13 Stück
- Fournier RF-2 – Fertigstellung von 2 Prototypen, 1962
- Fournier RF 3 – Serienbau, 1963–1966, 88 Stück
- Fournier RF 4 – Prototypen, 1965–1966, 3 Stück